# Klooster van de zusters van Sint-Vincentius a Paulo (Buggenhout)

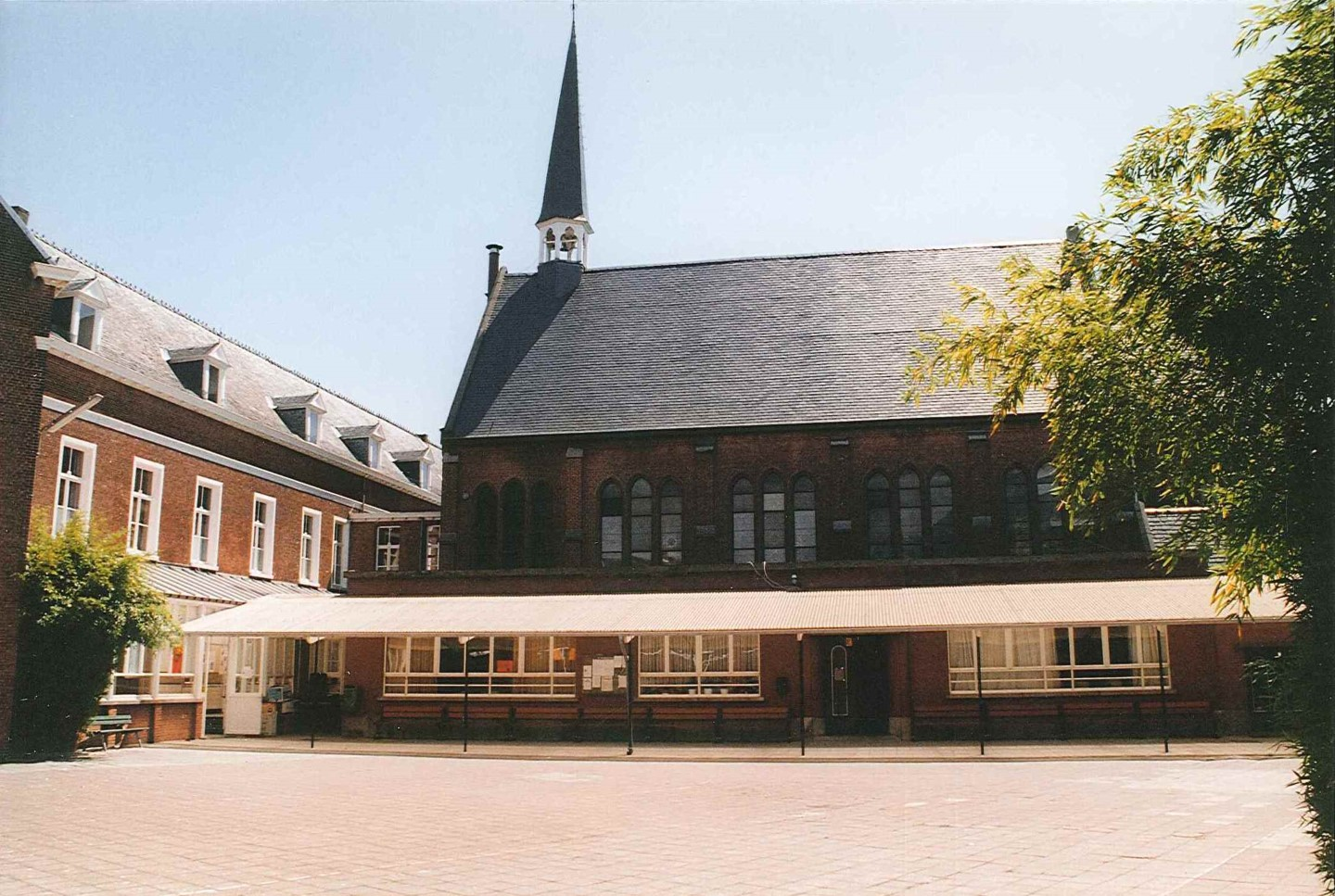
Kloosterkapel

Het Klooster van de zusters van Sint-Vincentius a Paulo is een klooster in de Oost-Vlaamse plaats Buggenhout, gelegen aan Kloosterstraat 15.

## Geschiedenis
Op deze plaats stond begin 19e eeuw een groot huis dat in 1849 werd verkocht aan de Zusters van de Heilige Vincentius a Paulo uit Eeklo. Aangezien het de zusters niet lukte om een bijhuis van Eeklo te stichten, werd het huis in 1854 overgenomen door de zusters van dezelfde congregatie uit Deinze. Zij richtten een kantwerkschool voor weesmeisjes in en in 1861 werd het een zelfstandige congregatie.
In 1865 werd een kapel gebouwd. Het woonhuis werd vergroot en een weeshuis werd gebouwd. In 1888 werd een dienstgebouw opgericht en in 1899 werd een lagere school en een kleuterschool gebouwd naar ontwerp van Clement Sterck. Deze hadden hun ingang aan de huidige Schoolstraat. In 1891 werd het klooster uitgebreid met een keuken, een eetzaal en een slaapvertrek. In 1901 werd de oorspronkelijke kapel gesloopt en vervangen door een neogotische kapel naar ontwerp van Petrus Van Loo.
In 1921 kwam er ook een internaat met een handelsschool, een naaischool en een huishoudschool.
In 1936-1937 werden nieuwe klaslokalen gebouwd en in de jaren '60 van de 20e eeuw werden moderne klaslokalen gebouwd voor het kleuter- en beroepsonderwijs. In 1965 kwam er een humaniora tot stand: het Sint-Vincentiusinstituut.
Vanaf de jaren '60 van de 20e eeuw nam, door vergrijzing, het aantal zusters gestaag af en in 2020 waren er nog een drietal zusters.

## Complex
Het woonhuis heeft een eind 18e-eeuwse kern en heeft nog twee salons uit dezelfde tijd.
De naar het westen georiënteerde bakstenen kapel is eenbeukig en heeft een driezijdig afgesloten koor. Aan de westzijde is een dakruiter aangebracht. De kapel heeft een neogotisch interieur.
De kapel wordt ingesloten door kloostergebouwen.